# Оксана Линив
Окса̀на Яросла̀вовна Линѝв (на украински: Оксана Ярославовна Линів; 6 януари 1978 г., Броди, Украинска ССР) е украинска диригентка. Първата жена – главен диригент на Оперния и филхармоничен оркестър в Грац (Австрия).

## Биография
Оксана е дъщеря на музиканти и внучка на учителя по музика и диригент на църковен хор Дмитрий Линив. Бащата на Оксана, Ярослав Линив (роден на 25 януари 1952 г.), е ръководител на народния хор „Боян“ в Броди. Оксана завършва музикалното училище в града. След това учи в Дрохобишкия музикален колеж „Васил Барвински“, но след първата година се прехвърля в Лвов и през 1996 г. завършва Лвовския музикален колеж „Станислав Людкевич“, където учи свирене на флейта. По-късно, от 1996 до 2003 г., учи в Лвовската национална музикална академия „Никола Лисенко“, в класа на Богдан Дашак, главен диригент на Лвовската опера.

## Музикална кариера
Още по време на обучението ѝ в академията Богдан Дашак я прави своя асистентка. През 2004 г. Оксана участва в първия диригентски конкурс „Густав Малер“ в Бамбергската филхармония. Това е първото ѝ пътуване в чужбина, където печели трето място. След това става асистентка на диригента Джонатан Нот в Бамбергската филхармония през 2005 г.
През 2005 г. Оксана Линив отива в Дрезден, където учи аспирантура във Висшето музикално училище „Карл Мария фон Вебер“ (получава следдипломно образование) и от 2007 г. посещава майсторски класове при Екехард Клем.
Оксана е стипендиантка на Германската служба за академичен обмен (DAAD), Гьоте-институт и фондация „Оскар и Вера Ритер“. От 2007 до 2009 г. е подкрепяна от Диригентския форум на Асоциацията на немските музиканти. Оттогава посещава майсторски класове при такива известни личности като: Хартмут Хенхен, Курт Мазур, Георг Фриче и Роланд Сейфарт.
За баварското радио тя режисира звукозаписи с баварски симфонични музиканти, а през 2007 г. – и с местен младежки оркестър.
Дирижира концертни програми и опери в Украйна, Германия, Франция, Румъния, Естония и Швейцария.

## Семейство
От 2008 до 2013 г. Оксана работи като диригентка в Одеския национален академичен театър за опера и балет. Там дирижира творби като „Бохеми“, „Селска чест“, „Риголето“ и „Мадам Бътерфлай“. Поставя оперите „Палячи“ на Руджеро Леонкавало, „Алкид“ на Дмитрий Бортнянски, балети по музика на Густав Малер, валса „Приказки от Виенския лес“ на Йохан Щраус-син и балета „Дон Кихот“ на Лудвиг Минкус.
От 2013 – 2014 г. Оксана Линив работи като музикална асистентка на генералния музикален директор и диригент в Баварската държавна опера Кирил Петренко, където дирижира оперите „Граф Ори“, „Милосърдието на Тит“ и операта Mauerschau на немския композитор Хауке Берхайде по време на премиерата ѝ.
През 2015 г. е обявена за най-добър диригент на Баварската държавна опера в категорията „Класическа музика“.
През февруари 2017 г. е избрана за наследник на Дирк Кафтан за сезон 2017 – 2018 като главен диригент на операта и филхармоничния оркестър на Грац.
През 2017 г. основава Украинския младежки симфоничен оркестър по модел на Германския федерален младежки оркестър, в който свирят музикално надарени деца и юноши от цяла Украйна.
От 20 август 2020 г. е гост-диригент на Франкфуртската опера.
В плановете на фестивала в Байройт за 2021 г. Оксана е представена като диригент на операта „Летящият холандец“, първата диригентка в цялата история на фестивала.
- Баща – Ярослав Линив, музикант
- Брат – Юрий Линив

## Награди
- „Най-добър диригент на Баварската държавна опера“ в категорията „Класическа музика“ за 2015 г.
- Орден „За интелектуална смелост“ за 2017 г.
- Победителка в проекта „Жена на Украйна 2019“ в номинацията „Култура“ на женското списание „Единственная“